# Mafalda Sofia
Mafalda Sofia Cascais Oliveira Chartier Martins (Olhão, 27 de março de 1943) é uma cantora portuguesa dos anos 1960.

## Percurso
Mafalda Sofia Cascais Oliveira Chartier Martins foi mais uma descoberta do Centro de Preparação de artistas de Rádio, da Emissora Nacional, dirigido pelo Prof. Mota Pereira, onde entrou com 16 anos e onde esteve durante dois anos. Depois foi para Lourenço Marques, por um período de cerca de 3 anos, com o seu marido que ali cumpria o serviço militar.
Regressa em 1964 ao Centro de Preparação de artistas de Rádio e começou a cantar profissionalmente no anos seguinte. O seu primeiro EP, "Teach Me Tiger", foi lançado em 1966. Ainda nesse ano participa no Festival da Canção da Figueira da Foz.
Em 1967 foi editado, ainda através da Valentim de Carvalho, o EP "Oh!" que contou com a colaboração do Thilo's Combo. 
No ano seguinte muda para a editora espanhola Belter onde grava quatro discos  em 1968 e 1969.
Muda-se depois para a editora Alvorada. Grava um EP com composições de Arlindo de Carvalho e poemas de Maria Esmeralda Mendes, Luis Rui Meireles e Correia Tavares.
Em 1971 foi lançado, através da Alvorada, um EP com versões do Festival RTP da Canção desse ano. Mafalda Sofia canta "Menina do Alto da Serra" e "Cavalo à Solta" e Diamantino canta "Flor Sem Tempo" e "Crónica de Um Dia".
Os temas "Oh!" e "O Apartamento" foram regravados em 1995 por Cândida Branca Flor no seu álbum "Mar de Rosas". O tema "Oh!" está editado em CD, na colectânea "Portugal Deluxe, Vol. 1: Um Cocktail Estereofónico". Em 2009 foi feita uma versão do tema pelo Real Combo Lisbonense.
"Teach Me Tiger!" foi incluído nas coletâneas "Óculos Do Sol 2" e "Portugal Deluxe, Vol. 3: Modernidade Longínqua".

## Discografia
- Teach Me Tiger / In Un Fiore / L'Amor Hai I Tuoi Occhi / Hava Naguila (EP, Parlophone, 1966) LMEP 1231[2]
- Oh! / Seguindo Contigo / Le Solei / Esqueça (Ep, Parlophone, 1967) LMEP 1263

- Praia do Amor / A Terra e o Mar / Moinho ao vento / Serras de Ansião (EP, Belter, 1968) 51.896
- Baloiço / Giorgio / Tenho Medo / Vai Não vai… (EP, Belter, 1968) 51.923
- A Terra e o Mar / Baloiço (Single, Saef, 1969)
- O Domingo Na vila / Não Tenho Ilusões / O Apartamento / No Outro Dia (EP, Belter, 1969) 51.944[3]
- Al Nacer La Primavera / Que Bonita Es La Vida / Siento Dentro de Mi / La Abuela Beat (EP, Belter, 1969) 51.969

- Menina Descalça soletra O Amor / Um Amor Na Outra Banda / Eras Tão Bonita / Lua Cheia, Maré Cheia (Ep, Alvorada) EP-60-1266[4]
- Menina do Alto da Serra / Cavalo À Solta (EP, Alvorada, 1971) EP-60-1284